# Ilattia
Ilattia là một chi bướm đêm thuộc họ Noctuidae.